# 1869 en Lorraine
Chronologie de la Lorraine
- 1865
- 1866
- 1867
- 1868
- 1869
- 1870
- 1871
- 1872
- 1873

Cette page est une liste d'événements qui se sont produits durant l'année 1869 en Lorraine.

## Événements

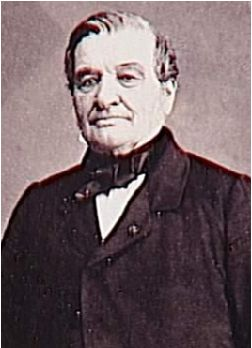
Félix Chadenet.

- Des vestiges gallo-romains sont trouvés à Champigneulles, dans le secteur de Noirval, notamment une stèle du dieu Mars[1].
- Fondation de la Société des Lettres, Sciences et Arts de Bar-le-Duc[2].
- Victor De Lespinats, ingénieur de l'École nationale supérieure des mines de Paris, fait ses premières recherches sur les gisements Lorrains de minerai de fer mais il sera contraint de stopper à cause de la guerre de 1870
- La production annuelle de l'usine de Pont-à-Mousson est de 24 000 tonnes de fonte brute et de 7 000 tonnes de moulées.

- 24 mai : élus  député de la Meurthe: Eugène Chevandier de Valdrome, député jusqu'en 1869 sous l'étiquette de la Majorité dynastique; Antoine Joseph Drouot et Henri Buquet
- Sont élus députés de la Meuse : Victor Louis de Benoist, réélu à Montmédy. Ses réélections de 1863 et 1869 se firent à la quasi-unanimité des votants et à la nette majorité des inscrits[3]; Claude Millon et Félix Chadenet.
- Sont élus députés de la Moselle : Ernest de Bouteiller jusqu'en 1870, au centre droit. Il soutient l’adresse de 116 et ne vote pas la déclaration de guerre à la Prusse; Stéphen Liégeard, gendre de Joseph Labbé, maître de forges et Charles Lejoindre
- Sont élus députés des Vosges : Louis Buffet; Charles Joseph du Pasquier de Dommartin et Nicolas Géliot.

## Naissances

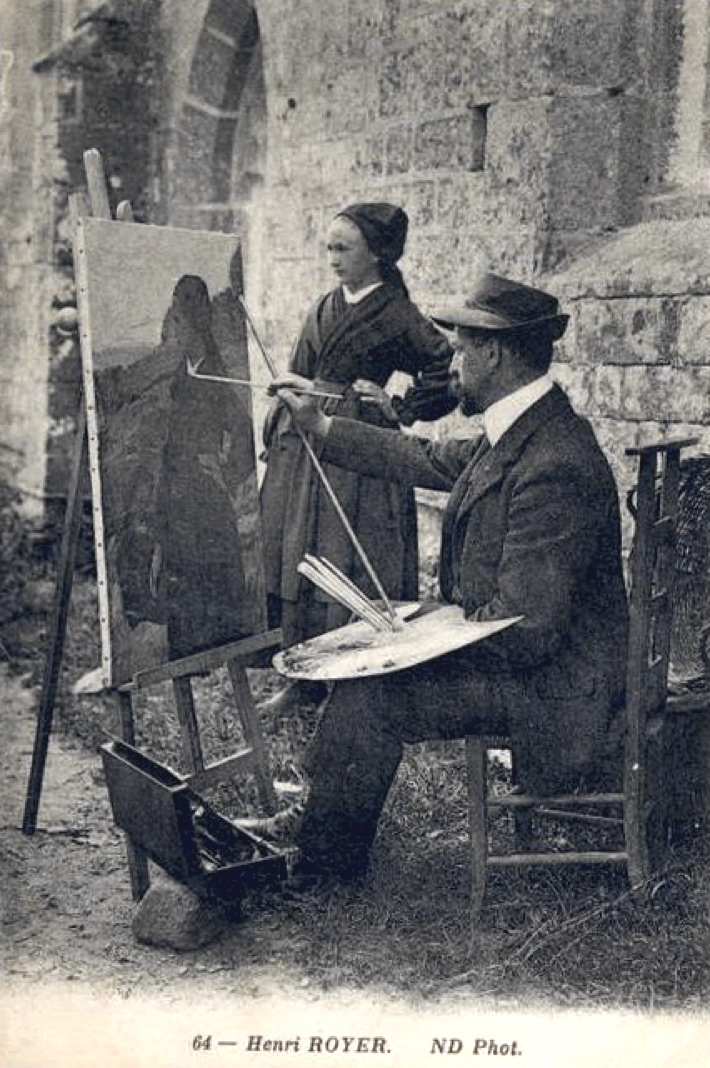
Henri Royer

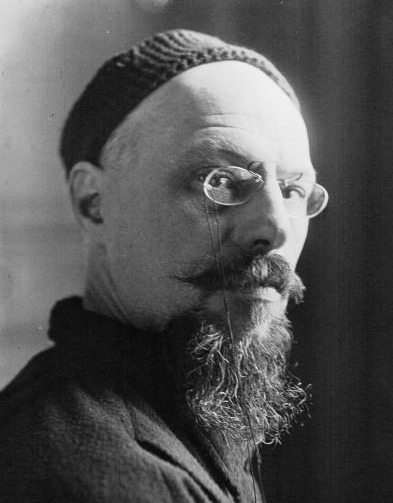
Émile Fabre

- 1 janvier à Nancy : Émile Larcher, mort le 3 janvier 1918 à Alger, juriste français, professeur de droit et avocat à la cour d'appel d'Alger.
- 22 janvier à Nancy : Henri Paul Royer, mort le 31 octobre 1938 à Neuilly-sur-Seine, peintre français.
- 9 février à Charmes : Albert Joseph Tanant (1869-1945),  général de division français du XXe siècle, auteur de plusieurs ouvrages sur le rôle et les qualités d'un officier d’état-major. Les réflexions de l’auteur sont considérées comme restant très actuelles[4].
- 21 février à Nancy : Henri Blahay , mort dans la même ville le 7 février 1941,  peintre français de l'École de Nancy.
- 24 mars à Metz : Émile Fabre (décédé en 1955), auteur dramatique français. Il est administrateur général de la Comédie-Française de 1915 à 1936.
- 16 mai à Saint-Dié-des-Vosges : Albert Cuny, mort le 21 mars 1947 à Bordeaux, linguiste français connu pour ses tentatives d'établir des correspondances phonologiques  entre les langues indo-européennes et les langues sémitiques ainsi que pour ses contributions sur la théorie des laryngales.
- 7 juillet à Toul : Fernande Sadler, décédée le 2 décembre 1949, artiste peintre et historienne française. Elle a été maire de la commune de Grez-sur-Loing dans les années 1940.
- 13 juillet à Chardogne : Henry Ferrette, avocat, journaliste et homme politique français , décédé le 23 juin 1933 à Bar-le-Duc.
- 11 août à Lunéville : Pierre Boyé, mort le 14 mars 1945 à Nancy, avocat, homme de lettres et historien français[5]. Il a principalement concentré ses travaux sur Stanislas Leszczynski et a eu un rôle important dans les relations franco-polonaises.
- 26 septembre à Metz : Étienne Thouzellier, mort à Paris 16e le 16 septembre 1946[6], militaire et industriel français, colonel chef d'état-major, officier d'ordonnance du maréchal Joffre, directeur général des éditions Gauthier-Villars, président de la Société de construction des Batignolles de 1926 à 1928, vice-président de la Compagnie des mines de Carvin, membre du comité de direction du groupement des houillères du Nord et du Pas-de-Calais et de l'Union des mines, administrateur des Batignolles-Châtillon, des Mines de Sarre et Moselle, de la Société « Le Rhin », des Souffres américains, délégué du Comité centrale des Houillères de France.
- 3 octobre à Sommedieue : Zélie Yzelle, actrice française, née Joséphine Toucheur, morte à Antony (Hauts-de-Seine) le 14 février 1959.
- 4 novembre à Nancy : Georges Biet (décédé en 1955 à Nancy) était un architecte Art nouveau.

## Décès
- 15 mai à Nancy[7] : Pierre-Aubin Paillart, né en 1795 à Chartres, magistrat et historien français.